# 曼徹斯特市政廳
曼徹斯特市政廳（英語：Manchester Town Hall）是英國英格蘭城市曼徹斯特的市議會所在地。曼徹斯特市政廳修建於维多利亚时代，是一座新哥特式建築，竣工於1877年。1938年，市政廳進行了擴建。1952年2月25日，曼徹斯特市政廳成為英國的一級登錄建築。這座建築是哥特復興式建築的代表作。

## 外部連結
- Ground-floor plan of the town hall
- Town hall bells （页面存档备份，存于）
- Town hall organ （页面存档备份，存于）
- Video from the Guardian （页面存档备份，存于）

53°28′45″N 2°14′39″W / 53.47917°N 2.24417°W